# Rivière aux Vases
Pour les articles homonymes, voir Vase.
La rivière aux Vases est un affluent de la rivière Saguenay, coulant dans la municipalité de Saint-David-de-Falardeau, de Saint-Honoré (Québec) et de Saguenay (ville) (secteur de Saint-Jean-Vianney), dans la municipalité régionale de comté (MRC) Le Fjord-du-Saguenay, dans la région administrative du Saguenay–Lac-Saint-Jean, au Québec, au Canada.
L'agriculture et la foresterie sont les principales activités économiques de ce bassin versant.
Ce versant est surtout desservi par la rue Wilson (partie inférieure), la route Mathias et Sainte-Geneviève, la route Fillion, la route des Sillons, la route Colombium, la rue de l'Hôtel-de-ville et le chemin Simard,,.
La surface de la rivière aux Vases est habituellement gelée de la fin novembre au début avril, toutefois la circulation sécuritaire sur la glace se fait généralement de la mi-décembre à la fin mars.

## Géographie
Les principaux bassins versants voisins de la rivière aux Vases sont :
- Côté Nord : lac Grenon, lac La Mothe, rivière Saint-Louis, bras du Nord ;
- Côté Est : rivière Valin, rivière Caribou, rivière aux Outardes ;
- Côté Sud : rivière Saguenay, rivière Shipshaw ;
- Côté Ouest : rivière Shipshaw, rivière Saguenay, ruisseau William, rivière à l’Ours, rivière Blanche[3].

La rivière aux Vases est alimentée par plusieurs cours d'eau qui prennent leurs sources en zones forestières sur les territoires communaux de Saint-Honoré et de Saint-David-de-Falardeau au sein de la municipalité régionale de comté du Fjord-du-Saguenay. La rivière aux Vases prend sa source à la confluence de deux ruisseaux forestiers (altitude : 160 m). Cette source est située à 5,5 km au Sud-Est d'une courbe du cours de la rivière Shipshaw, à 15,0 km au Nord de l’embouchure de la rivière aux Vases et à 19,0 km au Nord-Ouest du centre-ville de Saguenay.
À partir de sa source, le cours de la rivière aux Vases descend sur 25 km selon les segments suivants :
- 10,8 km vers le Sud, jusqu’au chemin Simard (sens Est-Ouest) ;
- 3,5 km vers le Sud en recueillant la décharge (venant de l'Ouest) le ruisseau du Trait Carré qui draine une zone de marais et le lac aux Vases et en serpentant jusqu’au pont de la rue de l'Hôtel-de-Ville ;
- 4,6 km vers le Sud en zone forestière et agricole en coupant le chemin Saint-Marc Ouest et en serpentant jusqu’au ruisseau bras Cimon (venant du Nord-Est) ;
- 4,3 km vers le Sud en zone agricole en coupant la route des Sillons, en serpentant jusqu’au ruisseau Le Petit Bras (venant du Nord-Ouest) ;
- 1,9 km vers le Sud-Est en zone agricole, jusqu'à l'embouchure de la rivière[3].

L'embouchure de la rivière aux Vases se déverse sur la rive Nord de la rivière Saguenay. La confluence est située au niveau du village de Saint-Jean-Vianney à quelques kilomètres au Sud de la confluence de la rivière rivière Shipshaw avec la rivière Saguenay. Cette confluence est située à :
- 9,3 km à l'Ouest du centre-ville de Saguenay ;
- 115,7 km à l’Ouest de l’embouchure de la rivière Saguenay[3].

À partir de l'embouchure de la rivière aux Vases le courant s'écoule vers l'Ouest en suivant le cours de la rivière Saguenay dont elle est un affluent.

## Histoire
Le 4 mai 1971 survint ue important glissement de terrain qui emporta une partie du village de Saint-Jean-Vianney. La raison de la catastrophe était dû à l'érosion des sols dans un lieu précédemment marécageux et sableux sur lequel vivaient de nombreux castors. Avec l'infiltration de l'eau, l'argile du sous-sol s'est désagrégée graduellement et il s'est formé un immense bassin souterrain qui s'étendant jusque sous le quartier résidentiel du village. À force de vibrations causées par les activités du village, le sous-sol, qui n'avait plus de point d'appui, s'est affaissé complètement. Les débris ont été emportés par le ruisseau du Petit Bras, qui se déverse dans la rivière aux Vases, affluent du Saguenay. Le torrent de boue a emporté le pont qui enjambait la rivière aux Vases et couper la route qui allait vers la ville de Saguenay.

## Toponymie
Le toponyme « rivière aux Vases » évoque la nature argileuse du sol qui constitue le fond du cours d’eau.
Le toponyme « Rivière aux Vases » a été officialisé le 5 décembre 1968 à la Banque des noms de lieux de la Commission de toponymie du Québec.